# Тім Ерландссон
Тім Ерландссон (швед. Tim Erlandsson, нар. 25 грудня 1996) — шведський футболіст, воротар клубу Фалькенбергс ФФ.
Виступав, зокрема, за клуб «Барроу», а також олімпійську збірну Швеції.

## Клубна кар'єра
Вихованець юнацьких команд футбольних клубів «Гальмстад» та «Ноттінгем Форест».
Перший професійний контракт уклав із клубом «Ноттінгем Форест», але через конкуренцію не закріпився в основі та був віданий в оренду до іншого англійського «Барроу», де і провів решту сезону 2016 року.
До складу клубу «АФК Ескільстуна» приєднався 2017 року. Відтоді встиг відіграти за команду із Ескільстуни 9 матчів в національному чемпіонаті.
Влітку 2019 Тім повернувся до Швеції, де уклав контракт з місцевим клубом «Фрей».
29 листопада 2019 Ерландссон уклав угоду з командою Фалькенбергс ФФ.

## Виступи за збірні
2013 року дебютував у складі юнацької збірної Швеції, взяв участь у 10 іграх на юнацькому рівні, пропустивши 2 голи.
Протягом 2016 року залучався до складу молодіжної збірної Швеції. На молодіжному рівні зіграв в одному офіційному матчі, пропустив 2 голи.
2016 року залучався до складу олімпійської збірної Швеції. У складі збірної — учасник футбольного турніру на Олімпійських іграх 2016 року у Ріо-де-Жанейро.